# Palfuria gladiator
Palfuria gladiator är en spindelart som beskrevs av Szüts och Rudy Jocqué 200. Palfuria gladiator ingår i släktet Palfuria och familjen Zodariidae.
Artens utbredningsområde är Namibia. Inga underarter finns listade i Catalogue of Life.